# Metopolophium festucae
Metopolophium festucae är en insektsart som först beskrevs av Theobald 1917.  Metopolophium festucae ingår i släktet Metopolophium och familjen långrörsbladlöss. Arten är reproducerande i Sverige.

## Underarter
Arten delas in i följande underarter:
- M. f. festucae
- M. f. cerealium